# 中川翔子物語〜空色デイズ〜
『中川翔子物語〜空色デイズ〜』（なかがわしょうこものがたり そらいろデイズ）は、原明日美による日本の漫画作品。作中の主人公はタレント・中川翔子。
中川翔子の半生自伝の漫画化で、彼女自身に起きた家庭問題やいじめが描かれている。講談社の月刊少女漫画雑誌『なかよし』にて、2010年4月号から7月号までに4か月間にわたって連載された。
単行本が2010年7月16日に講談社より発売されて、特装版も同時発売となる。

## 特装版特典

### ムック
1. しょこたんのグラビアがい~っぱい
2. しょこたんスペシャル書き下ろしまんが収録
3. 原先生のドキドキしょこたん取材ルポ

### ペンセット
1. しょこたん書き下ろしイラスト入りカラーペン5本に、ペンケースもついてくる！！
2. ギザカワユスななかよしバージョンクリオ寝子マミタスがデザイン！

## 書誌情報
- 『中川翔子物語〜空色デイズ〜』 （講談社<講談社コミックスなかよし>、2010年7月16日発売） ISBN 978-4-0636-4274-2
- 『中川翔子物語〜空色デイズ〜<特装版>』 （講談社<KCピース>、2010年7月16日発売） ISBN 978-4-0636-2167-9